# Format (so)
Format ili metanoat je jon CHOO− ili − (mravlja kiselina minus jedan hidrogen jon). To je najjednostavniji karboksilatni anjon.
Format (jedinjenje) je so ili estar mravlje kiseline.

## Primeri
- etil format, (HCOO)[1]
- natrijum format,
- cezijum format,
- metil format,
- metil hloro format,
- trietil ortoformat[2]
- trimetil ortoformat,

## Spoljašnje veze
- Format